# Conopholis mexicana
Conopholis mexicana är en snyltrotsväxtart som beskrevs av Samuel Frederick Gray och S. Wats.. Conopholis mexicana ingår i släktet Conopholis och familjen snyltrotsväxter. Inga underarter finns listade i Catalogue of Life.